# Margit Eschenbach
Margit Eschenbach (* 9. Mai 1948 in Lübeck) ist eine deutsche Filmemacherin, Hochschullehrerin und Fotografin.

## Leben
Eschenbach belegte ein Studium der Geschichte, Sozialwissenschaften und Pädagogik in Frankfurt/Main, das sie mit einem Staatsexamen 1971 und Diplom 1975 abschloss.
Margit Eschenbach war in der Frauenbewegung aktiv. Sie war als Studentin 1970 Gründungsmitglied des Frankfurter Weiberrats, Mitgründerin mehrerer Frauenprojekte, u. a. auch Mitinitiatorin des ersten Bundesfrauenkongress im März 1972 in Frankfurt am Main, der den Beginn der neuen deutschen Frauenbewegung markierte.
Von 1975 bis 1978 beschäftigte sie sich mit dem Aufbau und Co-Leitung der Hermann-Hesse-Schule, Gesamtschule für ehemals Drogenabhängige in Frankfurt/Main. 1978 bis 1988 war sie als freie Tonmeisterin in Spielfilmen, Dokumentarfilmen und Serien für Kino und TV tätig. Seit 1985 schuf sie eigene Filme als Autorin, Regisseurin, Produzentin.
Von 1982 bis 1991 war sie Dozentin an der Film- und Fernsehakademie Berlin, Gastprofessorin an der Universität für Bildende Künste, Hamburg, Dozentin an der Universität der Künste Berlin sowie Lehrbeauftragte an der Universität Zürich. Zwischen 1992 und 2009 wirkte sie am Aufbau und Leitung des Studienbereichs Film/Video an der damaligen Hochschule für Gestaltung und Kunst Zürich (HGKZ), jetzt Zürcher Hochschule der Künste (ZHdK), und erhielt eine Professur. 2000 war Eschenbach Leiterin des Forschungsprojektes (KTI): Innovative Ansätze zur Präsentation medialer Kunstwerke am Beispiel von VIPER (International Festival for Film, Video and New Media) Basel.
Eschenbach war 1990 Mitglied im Gremium der Filmförderung Hamburg. Seit 1994 ist sie Mitglied im Stiftungsrat von Hyper-Forum, Basel, Stiftung zur Forschungsförderung im Bereich Digital-Technologie. Außerdem war sie von 1997 bis 2004 Mitglied im Vorstand von VIPER, Internationales Film-, Video- und Multimedia Festival, Luzern/Basel und von 1998 bis 1999 Vorstandsmitglied der Shedhalle Zürich.

## Mitgliedschaft in Festivaljurys (Auswahl)
- Ab 1986: mehrmals Mitglied in der Aufnahmekommission der Deutschen Film- und Fernsehakademie Berlin
- 1987–1990: Auswahljury Internationale Kurzfilmtage Oberhausen und Auswahljury Videoforum Freiburg/Breisgau
- 1997–1998: Preisjury Femina-Preis Max-Ophüls-Filmfestival, Saarbrücken
- 2000: Preisjury Diagonale (Filmfestival), Graz
- 2002: Preisjury Kurzfilm Panorama und UIP-Preis Berlinale
- 2004: Preisjury Golden Chest, Plovdiv Bulgarien
- 2004: NDR-Förderpreisjury, Nordische Filmtage Lübeck
- 2008: Preisjury Filmfestival Max Ophüls Preis, Saarbrücken
- 2009: Jury Helvétique, Schweizer Filmpreis, Visions du Réel Nyon

## Filmografie (Auswahl)
- 1970/1980/2002: Die Wahrheit über Vera Eschkova. Dokumentarfilm, mit Uschi Madeisky.
- 1976: Ausdruck – Tanz. Experimentalvideo.
- 1983: Grünes Dreieck. Experimentalvideo.
- 1985: Schöne Stunden. Kurzfilm, mit G. Grossmann.
- 1985: Weibliche Zone. Dokumentarfilm, mit G. Grossmann.
- 1986: Die eigensinnigen Damen. Dokumentarfilm (NDR), Teil 5 der Fernsehreihe Unerhört – Die Geschichte der deutschen Frauenbewegung von 1830 bis heute
- 1986: Zeit der Verdrängung – Zeit des Wiederaufbaus. Dokumentarfilm (NDR), Teil 11 der Fernsehreihe Unerhört – Die Geschichte der deutschen Frauenbewegung von 1830 bis heute
- 1987: Mit den Waffeln einer Frau. Dokumentarfilm (HR).
- 1988: Violetta Clean. Dokumentarfilm (HR).
- 1991: Die fahrenden Jahre. Dokumentarfilm mit G. Grossmann.
- 1992: Eine Reise. Fiktives Dokument. Kamera, Produktion, Regie G. Grossmann.
- 1999: KZ Buchenwald/Post Weimar. Dokumentarfilm im Auftrag der Stiftung Gedenkstätten Buchenwald
- 2004: Eigentlich sind wir (auch) von hier. Dokumentarfilm.[3]
- 2007: Weder hier noch dort. Dokumentarfilm.[4]

## Auszeichnungen
- 1987: Preis der AG der Deutschen Filmjournalisten, für Weibliche Zone
- 1989: Jugendfilmpreis des Deutschen Bundesministeriums für Familie, Jugend, Frauen und Gesundheit, für Violetta Clean[5]
- 1994: Kurzfilmpreis Filmkunstfestival Schwerin, für Eine Reise
- 2003: Filmpreis der Stadt Zürich, für Verdienste um den Aufbau des Studienbereichs Film/Video an der Hochschule für Gestaltung und Kunst Zürich[6]